# Ovčín (Čekanice)
Samota Ovčín se nalézá pod hrází rybníka Ovčín asi 0,5 km západně od obce Čekanice v okrese Strakonice. Samota je tvořena 4 obytnými domy a několika hospodářskými budovami bývalého ovčína. U hráze rybníka se u silnice vedoucí do obce Sedlice nalézá křížek se skupinou památných lip.

## Galerie

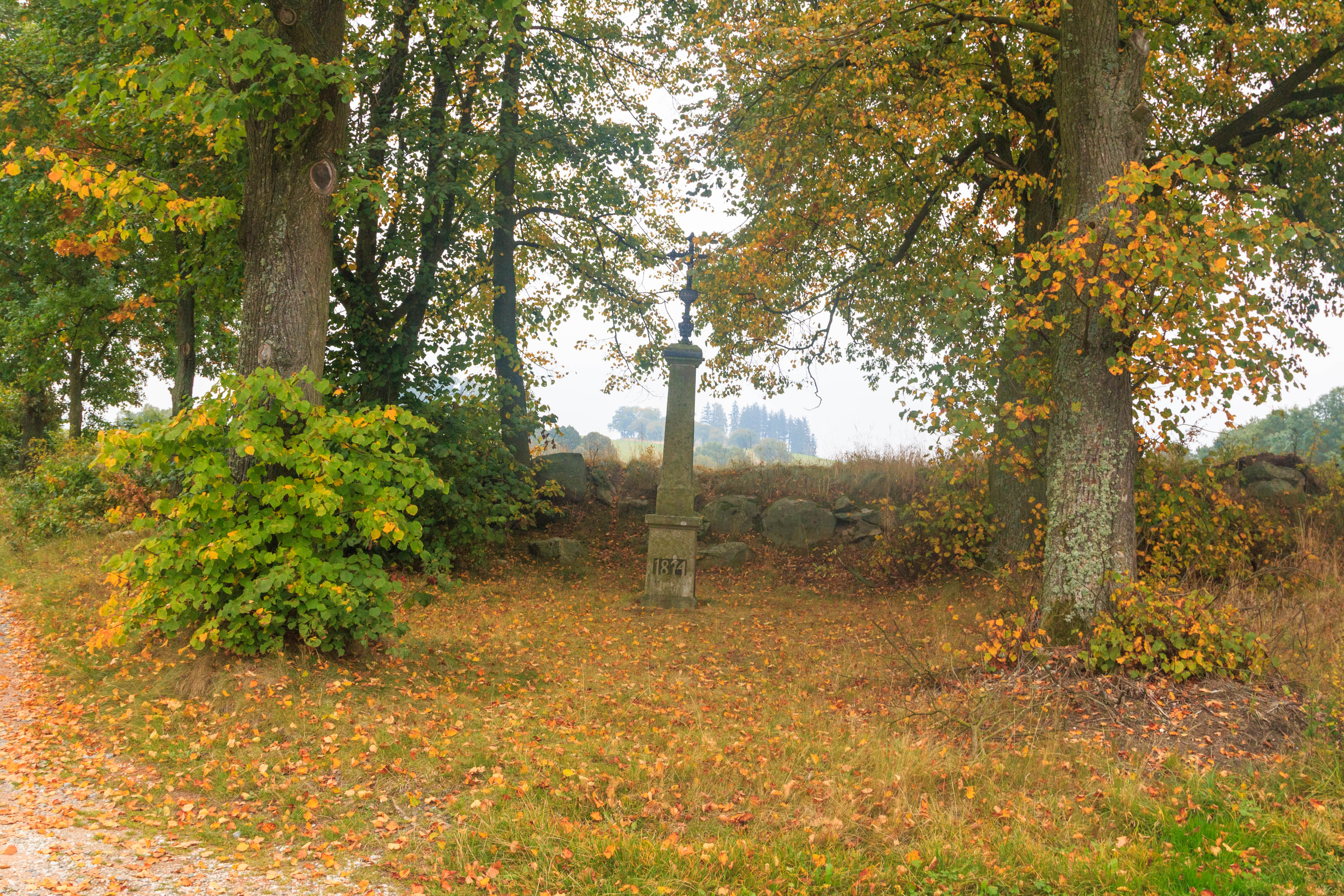
Křížek pod památnými lipami u hráze
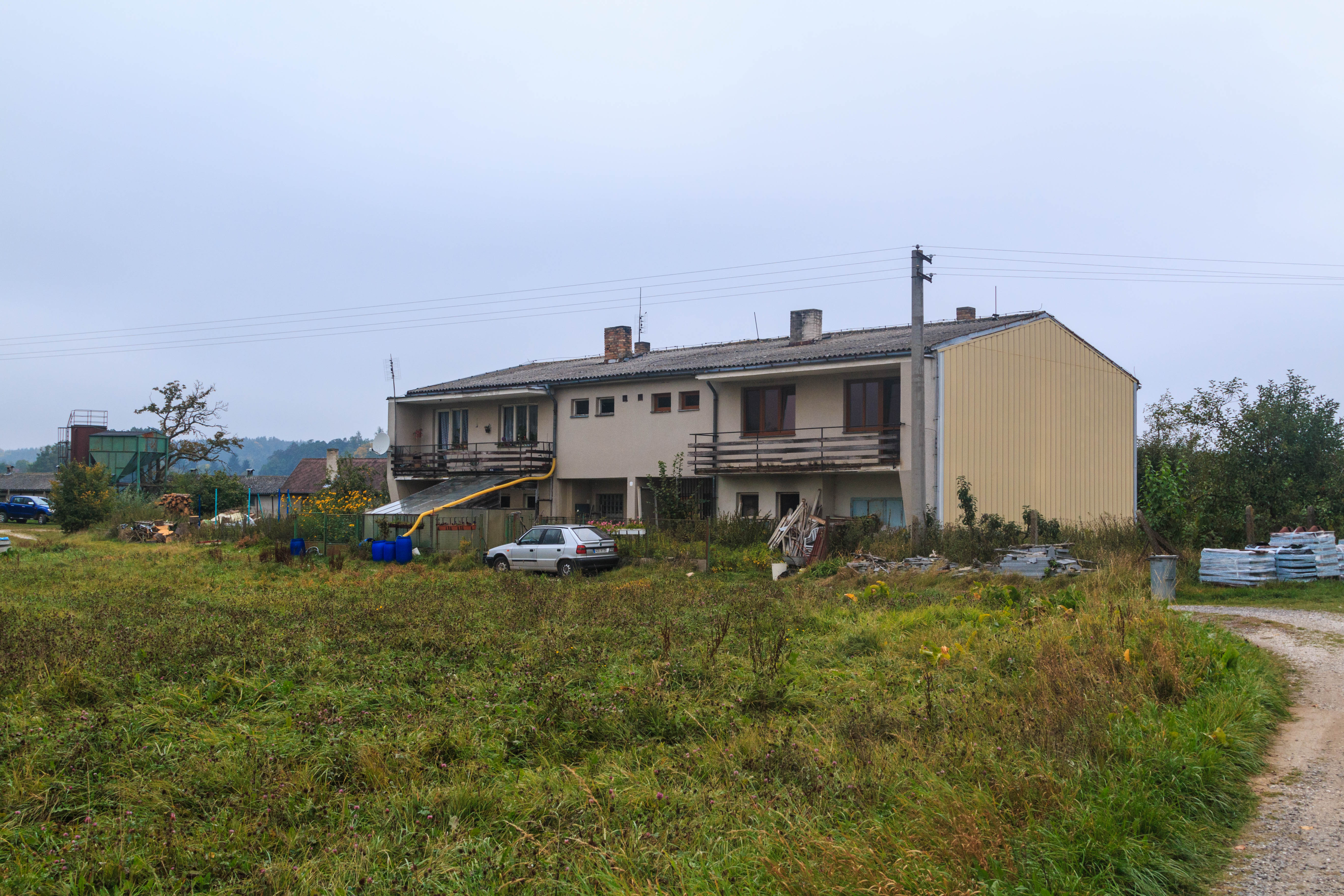
Samota Ovčín u Čekanic – čp. 31.jpg
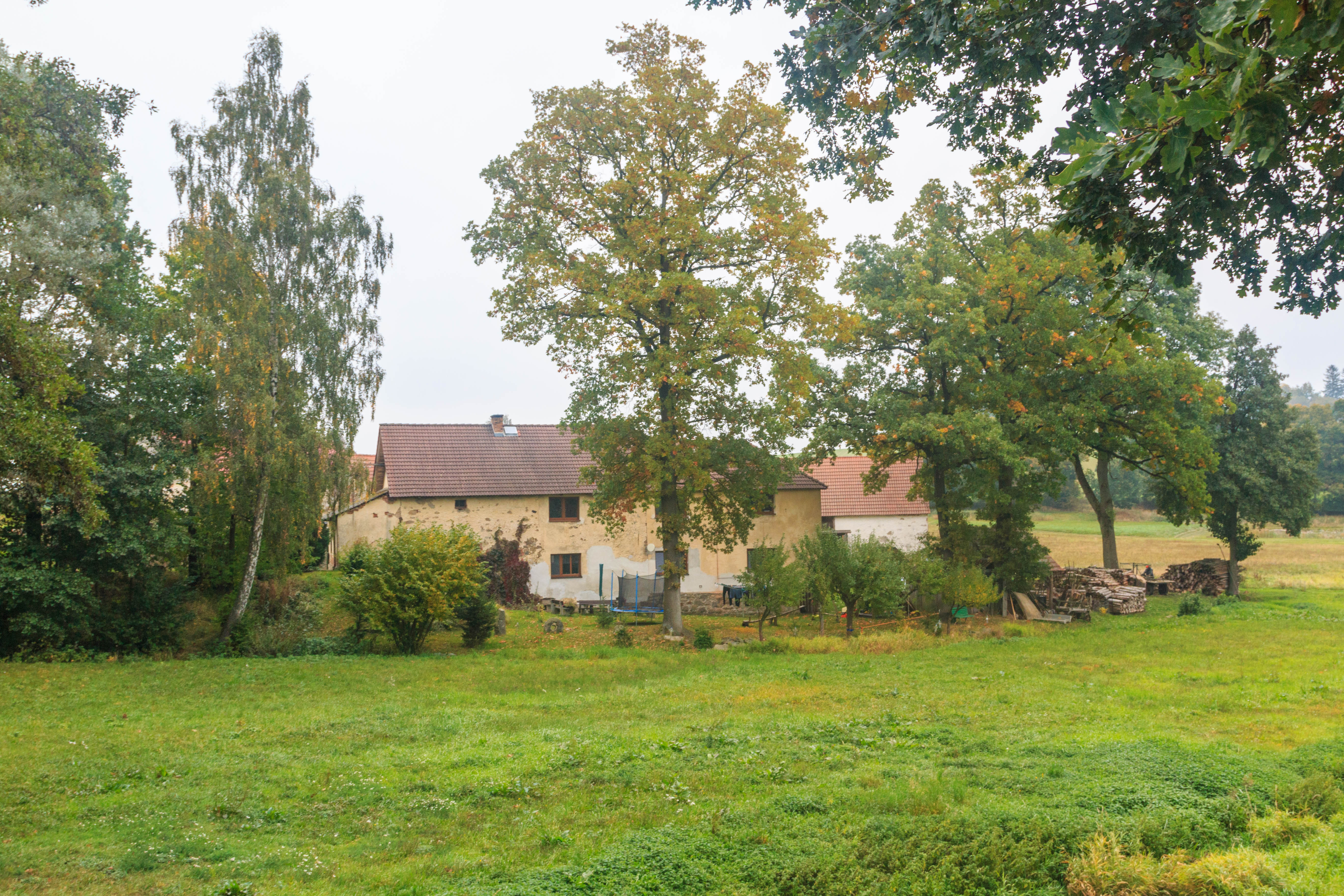
Samota Ovčín u Čekanic – čp. 32.jpg